# Chunār
Chunār är en ort i Indien.   Den ligger i distriktet Mirzāpur och delstaten Uttar Pradesh, i den centrala delen av landet, 700 km sydost om huvudstaden New Delhi. Chunār ligger 83 meter över havet och antalet invånare är 36 459.
Terrängen runt Chunār är platt. Runt Chunār är det tätbefolkat, med 659 invånare per kvadratkilometer. Chunār är det största samhället i trakten. Trakten runt Chunār består till största delen av jordbruksmark.